# Gregory's Two Girls
Gregory's Two Girls è un film del 1999 scritto e diretto da Bill Forsyth, séguito del film Gregory's Girl (1981) dello stesso regista.